# 李建浜
李 建浜（り けんひん、Li Jianbin, 1989年4月19日 - ）は、中華人民共和国・山東省浜州市出身のサッカー選手。ポジションはディフェンダー。

## 来歴

### クラブ

#### 上海申花
2015年、広州恒大から上海申花へ完全移籍した。

## 所属クラブ
ユース経歴
- 2001年 - 2005年  青島中能
- 2006年  上海七斗星
- 2006年 - 2007年  青島海利豊

プロ経歴
- 2008年 - 2011年  成都五牛
  - 2008年 - 2009年 → 香港シェフィールド・ユナイテッド (期限付き移籍)

- 2012年 - 2014年  広州恒大足球倶楽部
  - 2013年 → 上海申花足球倶楽部 (期限付き移籍)
  - 2014年 → 河南建業足球倶楽部 (期限付き移籍)

- 2015年 - 2018年  上海緑地申花足球倶楽部
- 2019年 - 2020年  大連一方足球倶楽部
- 2021年 - 2023年  成都銭宝足球倶楽部